# The Wife He Bought
The Wife He Bought er en amerikansk stumfilm fra 1918 af Harry Solter.

## Medvirkende
- Carmel Myers - Janice Benson
- Kenneth Harlan - Steele Valiant
- Howard Crampton - Hutch Valiant
- Sydney Deane - James Brieson
- Allan Sears